# Wasserkraftwerk Rappenberghalde

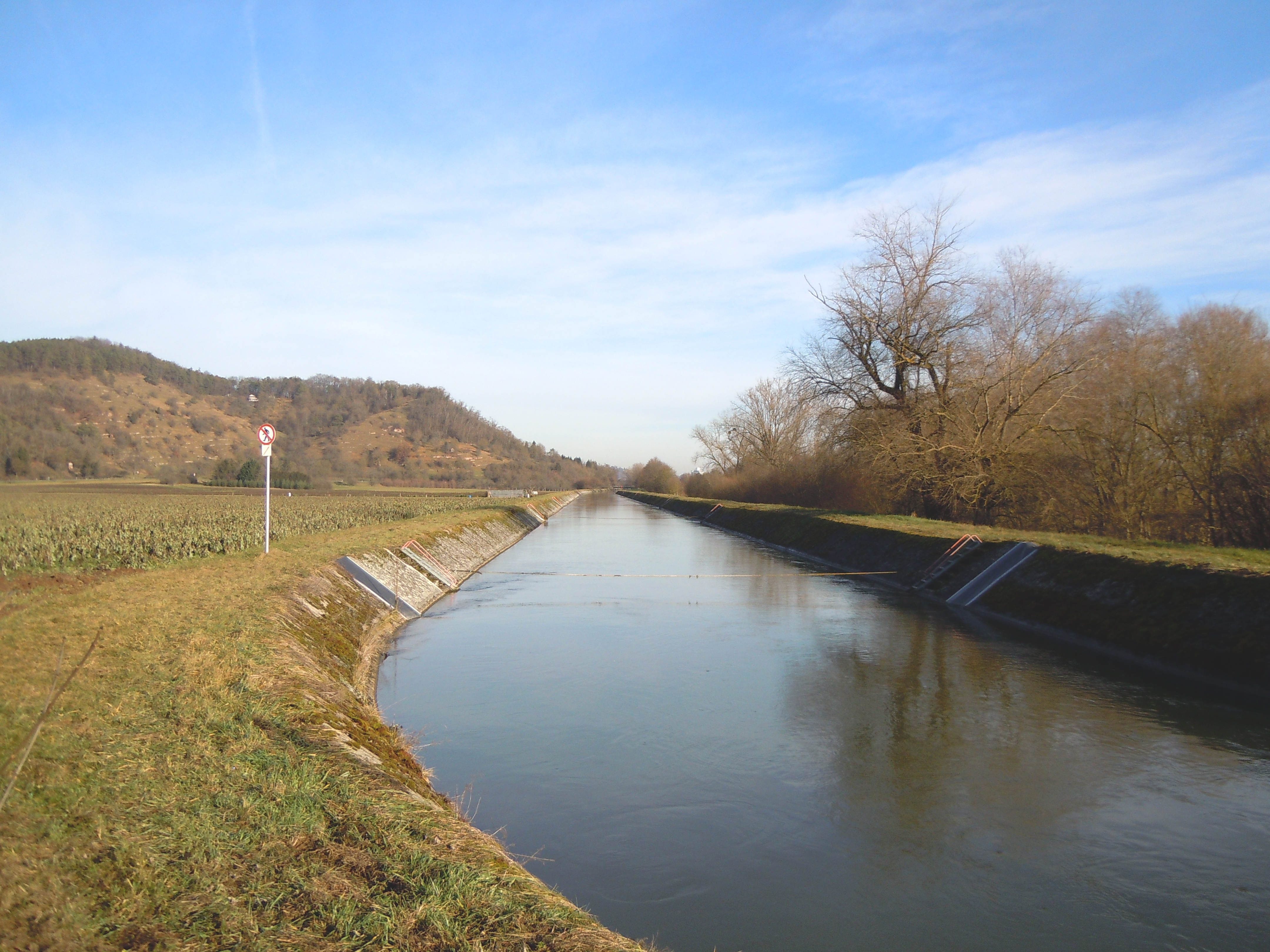
Zulaufkanal zum Wasserkraftwerk

Das Wasserkraftwerk Rappenberghalde liegt in Tübingen etwa 2,2 km westlich der Altstadt. Bei der Anlage handelt es sich um ein Laufwasserkraftwerk vom Typ Ausleitungskraftwerk. Das zum Betrieb des Kraftwerks benötigte Wasser wird am Flusskraftwerk bei Tübingen-Hirschau gestaut und fließt in einem 1,7 km langen Kanal, der in Flussrichtung links vom Neckar abzweigt, zum Kraftwerk, bevor der Kanal wieder von links in den Neckar mündet. Der Betrieb erfolgt durch die Stadtwerke Tübingen.

## Geschichte und Technik
Das Kraftwerk wurde 1929 errichtet. Eingesetzt werden zwei Francis-Turbinen. Die Anlage hat eine Fallhöhe von 7,5 m und die Leistung beträgt 1500 kW. Im Jahr 1999 wurde die Anlage saniert.